# Заборављени (филм из 1995)
Заборављени је македонски филм из 1995. године, који је режирао Младен Крстевски.

## Улоге
| Глумац                    | Улоге        |
| ------------------------- | ------------ |
| Младен Крстевски          | Ангеле       |
| Весна Димитровска         | Асистенткиња |
| Јордан Витанов            | Калуђер      |
| Ацо Јовановски            |              |
| Милица Стојанова          | Параскева    |
| Благоја Спиркоски Џумерко |              |
| Јосиф Јосифовски          |              |
| Кирил Гравчев             | Продавац     |
| Кица Ивковска-Вељановска  | Жена         |
| Александар Ђорђиев        |              |
| Митко Апостоловски        | Официр       |
| Георги Бисерков           |              |
| Љубе Терзијев             | Војник       |
| Стојан Арев               | Плаћеник     |
| Дарко Кирик               |              |

## Спољашне везе
- Заборављени на веб-сајту  (језик: енглески)